# Panipat Taraf Rajputan
Panipat Taraf Rajputan là một thị trấn thống kê (census town) của quận Panipat thuộc bang Haryana, Ấn Độ.

## Nhân khẩu
Theo điều tra dân số năm 2001 của Ấn Độ, Panipat Taraf Rajputan có dân số 18.806 người. Phái nam chiếm 58% tổng số dân và phái nữ chiếm 42%. Panipat Taraf Rajputan có tỷ lệ 48% biết đọc biết viết, thấp hơn tỷ lệ trung bình toàn quốc là 59,5%: tỷ lệ cho phái nam là 58%, và tỷ lệ cho phái nữ là 35%. Tại Panipat Taraf Rajputan, 18% dân số nhỏ hơn 6 tuổi.